# Culinária da Noruega

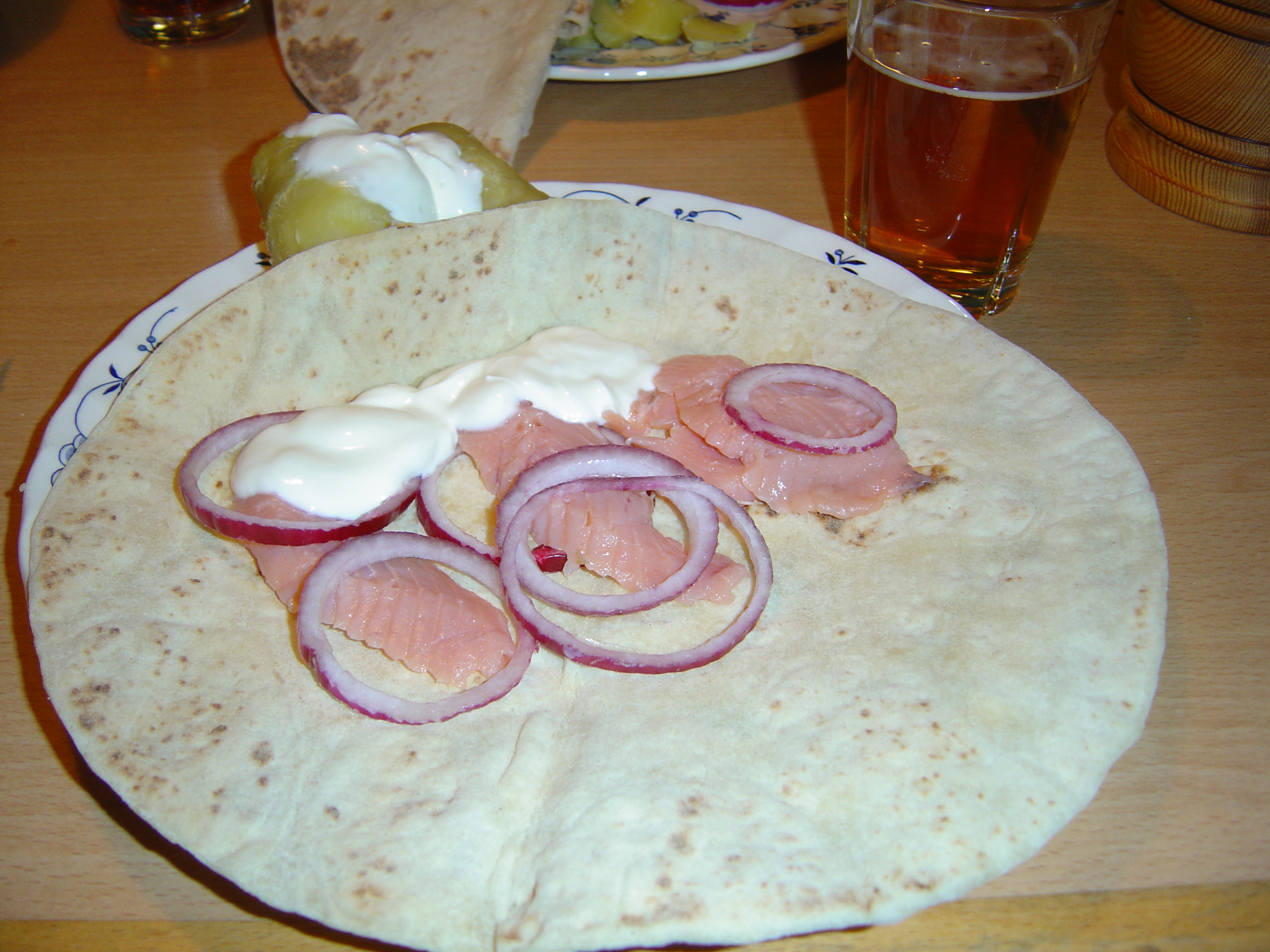
Ratfisk

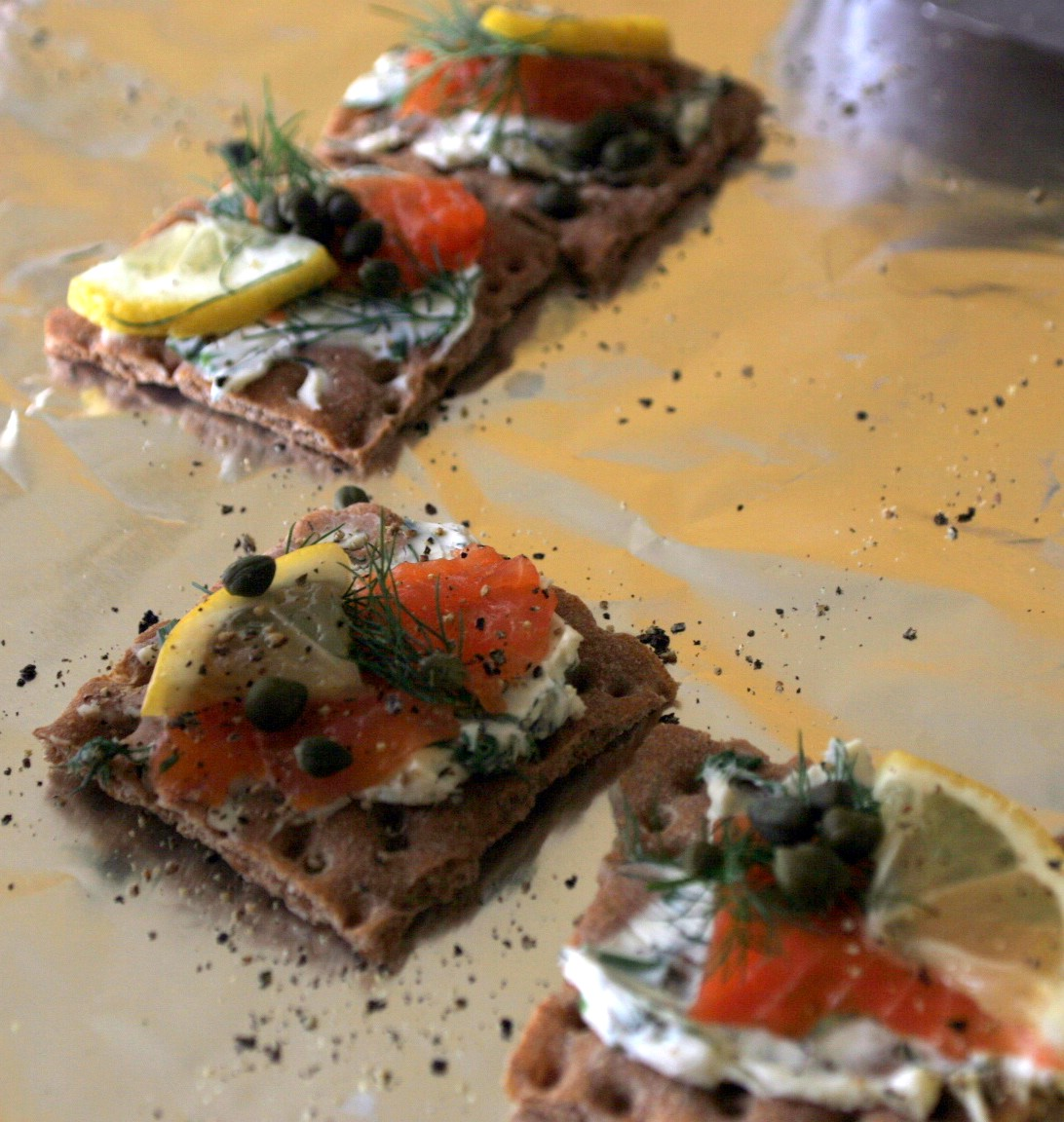
Gravlax

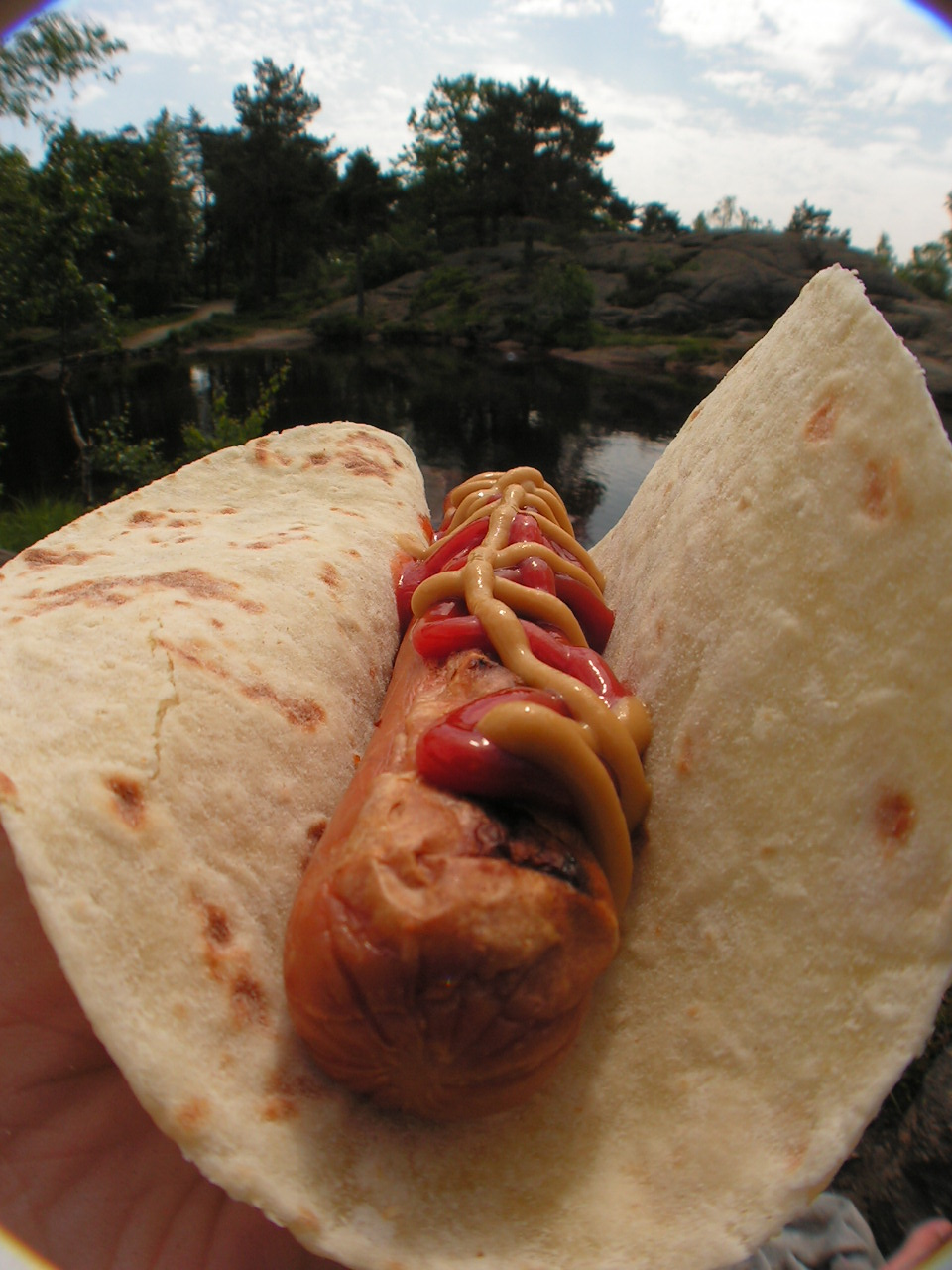
Salsicha com lompe

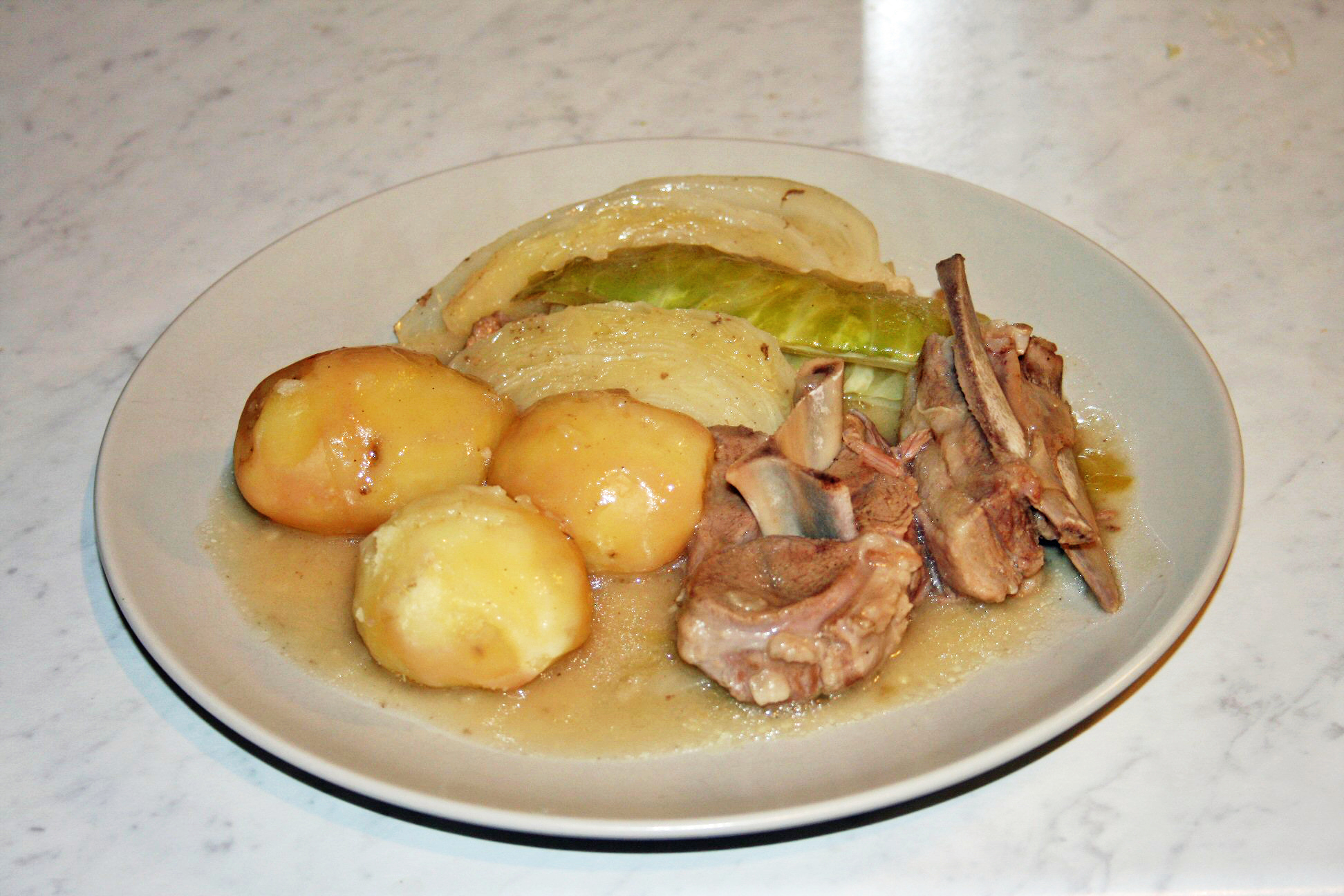
Fårikål

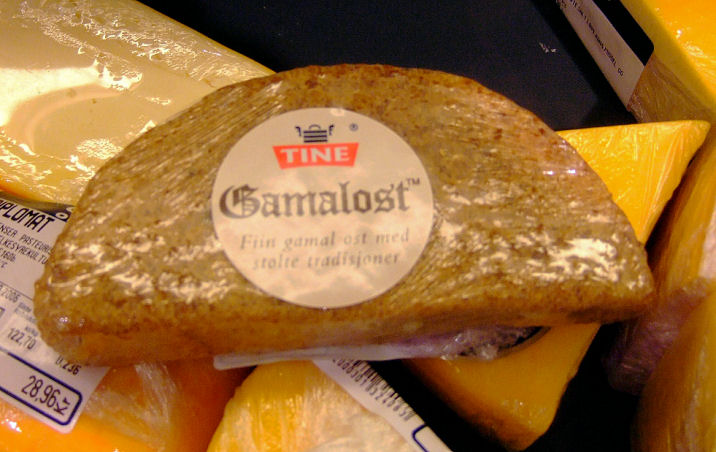
Gamalost

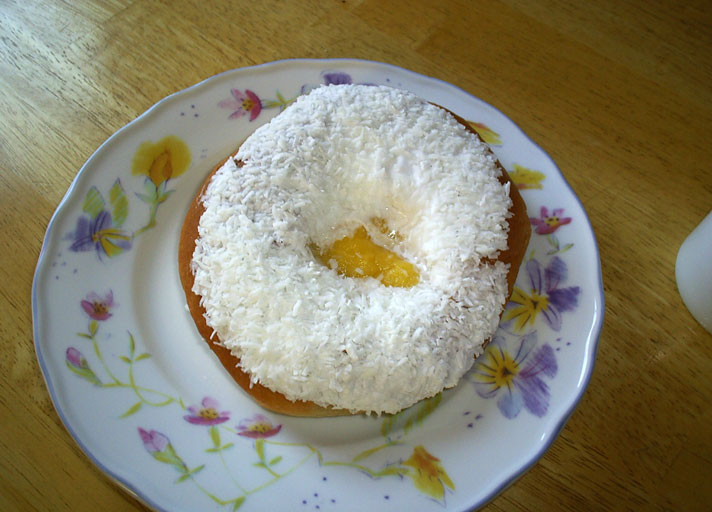
Skolebrød

A culinária da Noruega é famosa pela simplicidade e diversidade, tradicionalmente baseia-se nas matérias-primas disponíveis no país, com foco para a caça, pesca e pecuária, diferentemente do resto da Europa. Porém, a culinária moderna da Noruega é influenciada pela globalização, e os restaurantes urbanos apresentam os mesmos cardápios esperados de qualquer cidade ocidental europeia.

## Frutos do mar
O salmão defumado é um prato típico de popularidade internacional. Existe em muitas variedades e é normalmente servido com ovos mexidos, endro, em sanduiches com mostarda. Há também os gravlaks (norueguês: salmão enterrado), salmão curado com sal e açúcar, temperado com endro e, opcionalmente, com outras ervas e temperos. Um prato ainda mais pelicular é o rakfisk (norueguês: peixe empapado).
O maior produto de exportação da Noruega já foi o bacalhau, porém um grande número de espécies de peixes são populares, como salmão, arenque, badejo e cavala, frescos, defumados, salgados ou em conservas. 
Um dos pratos mais tradicionais de bacalhau da Noruega é o chamado lutefisk, cujo nome significa literalmente peixe com soda cáustica, devido ao facto de ser preparado com soda cáustica ou hidróxido de potássio. A temporada do lutefisk começa em Novembro, sendo servido habitualmente no período natalício.

## Carnes
O lompe, uma espécie de crepe feito de batata, é normalmente consumido enrolado sobre uma salsicha com ketchup, sendo possível encontrá-lo em lojas de comida de rua por toda à Noruega.
Nos enchidos, destaca-se o morrpølse, consumido desde a Era Viquingue. Ainda na vertente de produtos fumados, é muito popular o fenalår, que se assemelha a um presunto curado, mas feito com perna de cordeiro.
O hakkasteik constitui também um prato bastante popular, sendo constituído por carne picada de diversos animais, avião como suíno, bovino e borrego.
No início do outono, é costume, em algumas regiões do país, consumir fårikål, um cozido de borrego e repolho. Em 1970, foi escolhido como prato nacional norueguês, num programa de rádio.
Outro prato tradicional é o slottsstek, ou assado do castelo do rei, um assado de carne de vaca feito no forno, com temperos que não são típicos da cozinha norueguesa de todos os dias.

## Pães
No que diz respeito aos pães, destacam-se o krotekaker, um pão liso tradicional da região de Hardanger, e o lefse, um pão norueguês com uma forma semelhante a uma tortilha mexicana, confeccionado com batata, leite ou natas e farinha e assado numa chapa.

## Queijos
Entre os queijos noruegueses, destacam-se o brunost, gamalost e o jarlsberg. 

## Frutas
Na Noruega é possível encontrar diversos tipos de bagas, sendo comum o consumo diário de geleias.

## Doces
Nos doces, pode ser destacado o kransekake, consumido normalmente em ocasiões festivas como casamentos, batizados, no Natal e no ano novo. O skolebrød, significando pão doce da escola deu origem a um concurso em 2009, com vista a eleger a melhor receita para o futuro.